# Liste des routes de la Tunisie
Le réseau routier tunisien totalise quelque 19 000 kilomètres de routes dont 14 000 goudronnés.

## Histoire
La loi n°86-17 du 17 mars 1986 classe toutes les routes, « voies de communications routières faisant partie du domaine public de l'État, à l'exception des routes militaires », dans l'une des trois catégories suivantes :
- Les routes nationales (RN  ط و), dites routes de « grand parcours » (GP) dans l'ancienne nomenclature remplacée en 2000, couvrent de longs axes traversant en général plusieurs gouvernorats tunisiens et connaissent un trafic important et historiquement anciennes.
- Les routes secondaires, couvrant des axes régionaux avec un trafic moins important, sont appelées « routes régionales » (RR  ط ج) ou routes de moyenne communication (MC) suivant l'ancienne nomenclature.
- Les routes locales (RL  ط م) forment le réseau routier local de chaque gouvernorat.

En 1956, date de l'indépendance tunisienne, le réseau routier totalise environ 5 700 kilomètres bitumés dont 75 % ont une largeur inférieure à 5,5 mètres. Les caractéristiques géométriques des routes sont en général insuffisantes : largeurs faibles, corps de chaussée mince, zones de mauvaise visibilité, passages hydrauliques insuffisants, etc. Au lendemain de l'indépendance et jusqu'à la fin des années 1960, le gouvernement décide de doter le pays d'un réseau routier bitumé afin d'assurer les liaisons entre les régions, en particulier celles du Centre et du Sud. En conséquence, le réseau routier bitumé connaît une extension importante et passe à 7 600 kilomètres en 1970, soit une augmentation de plus de 30 % en quatorze ans. En 1997, le réseau routier bitumé compte 12 264 kilomètres, soit une augmentation de plus de 52,8 % en 24 ans. La même année, l'ensemble du réseau routier totalise 32 332 kilomètres dont environ 12 600 kilomètres de routes rurales à vocation agricole dont seulement 1 460 kilomètres sont bitumées ; la densité moyenne est alors de 0,12 km/km². 
Bien que de qualité convenable et bénéficiant d'une disposition cohérente, le réseau routier doit faire face à de graves problèmes d'engorgement en certaines sections avec une concentration du trafic entre et dans les principales agglomérations du pays. Le programme autoroutier, commencé au début des années 1980 tend à s'accélérer depuis les années 2000 en privilégiant les axes nord-sud et est-ouest dans le cadre du réseau maghrébin.

## Autoroutes
- A 1 أ : Tunis – Sousse – Sfax – Gabès
- A 3 أ : Tunis – Béja – Bou Salem
- A 4 أ : Tunis – Bizerte

## Routes nationales
Les routes nationales (N ou RN) sont les voies destinées à assurer les liaisons entre les frontières du territoire de la république.
- RN 1 ط و : Tunis – Ras Jedir – Libye
- RN 2 ط و : Enfida – Skhira
- RN 3 ط و : Tunis – Hazoua – Algérie
- RN 4 ط و : El Fahs – Kalâat Khasba – Algérie
- RN 5 ط و : Tunis – Sakiet Sidi Youssef – Algérie
- RN 6 ط و : Medjez el-Bab – Ghardimaou – Algérie
- RN 7 ط و : Tunis – Tabarka – Algérie
- RN 8 ط و : Tunis – Bizerte
- RN 9 ط و : Tunis – La Marsa
- RN 10 ط و : Tunis – Carthage
- RN 11 ط و : Bizerte – Babouch – Algérie
- RN 12 ط و : Sousse – Le Sers
- RN 13 ط و : Sfax – Kasserine
- RN 14 ط و : Sfax – Gafsa
- RN 15 ط و : Gabès – Bouchebka – Algérie
- RN 16 ط و : Gabès – Tameghza – Algérie
- RN 17 ط و : Tabarka – Thélepte
- RN 18 ط و : Dougga – Menzel Salem – Algérie
- RN 19 ط و : Médenine – Dehiba – Libye
- RN 20 ط و : Médenine – Matmata – Douz – Hazoua

## Routes régionales
Les routes régionales (RR) sont les voies assurant les communications entre deux ou plusieurs régions du territoire de la république.
- RR 21 ط ج : Tunis – RN5 E (PK 3+900)
- RR 22 ط ج : Tunis – RN1 (PK 10+760)
- RR 23 ط ج : Tunis – Gammarth
- RR 24 ط ج : RN5 E  (PK 0+208) – RR22 (PK 4+800)
- RR 25 ط ج : RN8 (PK 10+365) – RR31 (PK 5+300)
- RR 26 ط ج : RN1 – Soliman
- RR 27 ط ج : Nabeul – Turki
- RR 28 ط ج : Medjez el-Bab – Nabeul
- RR 29 ط ج : RN5 – Bou Arada
- RR 30 ط ج :
- RR 31 ط ج : Le Bardo – RN8 (PK 16+945)
- RR 32 ط ج :
- RR 33 ط ج :
- RR 34 ط ج :
- RR 35 ط ج :
- RR 36 ط ج :
- RR 37 ط ج :
- RR 38 ط ج : Den Den – Bejaoua
- RR 39 ط ج : Ezzahra – Séjoumi
- RR 40 ط ج :
- RR 41 ط ج :
- RR 42 ط ج :
- RR 43 ط ج :
- RR 44 ط ج :
- RR 45 ط ج :
- RR 46 ط ج : RN4 – RN12
- RR 47 ط ج : RN4 – RN18
- RR 47E ط ج : RR47 – Téboursouk
- RR 48 ط ج :
- RR 49 ط ج : Medjez el-Bab – El Aroussa
- RR 50 ط ج : Medjez el-Bab – Kalâat el-Andalous
- RR 51 ط ج : RN11 – RN7
- RR 52 ط ج : Béja – Nefza
- RR 53 ط ج : Bou Salem – Fernana
- RR 54 ط ج : RN7 – RN11
- RR 55 ط ج : Mateur – Borj El Amri
- RR 56 ط ج : Mateur – RN6
- RR 57 ط ج : RN11 – RN7
- RR 58 ط ج : RN7 – Barrage de Sejnane
- RR 59 ط ج : Bou Salem – Ghardimaou
- RR 60 ط ج : RR75 – RN18
- RR 61 ط ج :
- RR 62 ط ج : Béja – Bou Salem
- RR 63 ط ج :
- RR 64 ط ج : RN52 – RR55
- RR 65 ط ج : Beni M'Tir – RN17
- RR 66 ط ج : Sejnane – Cap Serrat
- RR 67 ط ج :
- RR 68 ط ج :
- RR 69 ط ج :
- RR 70 ط ج :
- RR 71 ط ج :
- RR 72 ط ج :
- RR 73 ط ج :
- RR 74 ط ج : Téboursouk – RN60
- RR 75 ط ج : Téboursouk – Bou Salem
- RR 75E ط ج : RR75 – RN6
- RR 76 ط ج : Béja – Téboursouk
- RR 77 ط ج :
- RR 78 ط ج :
- RR 79 ط ج :
- RR 80 ط ج :
- RR 81 ط ج :
- RR 82 ط ج :
- RR 83 ط ج :
- RR 84 ط ج :
- RR 85 ط ج :
- RR 86 ط ج :
- RR 87 ط ج :
- RR 88 ط ج :
- RR 89 ط ج :
- RR 90 ط ج :
- RR 91 ط ج :
- RR 92 ط ج :
- RR 93 ط ج :
- RR 94 ط ج :
- RR 95 ط ج :
- RR 96 ط ج :
- RR 97 ط ج :
- RR 98 ط ج :
- RR 99 ط ج :
- RR 100 ط ج :
- RR 101 ط ج :
- RR 102 ط ج :
- RR 103 ط ج :
- RR 104 ط ج :
- RR 105 ط ج :
- RR 106 ط ج :
- RR 107 ط ج :
- RR 108 ط ج :
- RR 109 ط ج : Zarzis – Ben Gardane
- RR 110 ط ج :
- RR 111 ط ج : Ben Gardane – Tataouine
- RR 112 ط ج :
- RR 113 ط ج :
- RR 114 ط ج :
- RR 115 ط ج :
- RR 116 ط ج :
- RR 117 ط ج : Zarzis – Houmt Souk
- RR 118 ط ج : Zarzis – RN1
- RR 119 ط ج :
- RR 120 ط ج :
- RR 121 ط ج :
- RR 122 ط ج :
- RR 123 ط ج :
- RR 124 ط ج : RN15 (El Guettar) – RR89
- RR 125 ط ج :
- RR 126 ط ج : RN6 – RR64
- RR 127 ط ج :
- RR 128 ط ج :
- RR 129 ط ج :
- RR 130 ط ج :
- RR 131 ط ج : RN3 – Ouled Ayar

## Routes locales
Les routes locales (RL) sont les voies assurant les communications d'intérêt local ou agricole.
Gouvernorat de Béja
- RL 349 ط م : RN7 – Gare de Ouechtata
- RL 350 ط م : RN7 – Ouled Gacem
- RL 351 ط م : RN7 – Gare de Nefza
- RL 352 ط م : RN7 – Hedhil
- RL 353 ط م : RL352 – Sidi Ahmed
- RL 354 ط م : RR52 – Gliaa
- RL 355 ط م : RR64 – Omar Zied
- RL 357 ط م : Ouled Ayar – Ain Sidi Ameur
- RL 358 ط م : RN11 – Aïn Salam
- RL 360 ط م : RN11 – RR52
- RL 361 ط م : RR62 – Barrage Kasseb
- RL 362 ط م : RN6 (PK 49+665) – RN6 (PK 54+923)
- RL 363 ط م : RN6 – Hammam Sayala
- RL 364 ط م : RN6 – Béja
- RL 365 ط م : RN6 – Béja
- RL 366 ط م : Béja – RR76
- RL 367 ط م : Béja – RR76
- RL 368 ط م : RN6  – RL367
- RL 369 ط م : RR76  – Béja
- RL 370 ط م : RR76  – Henchir El Guitouni
- RL 371 ط م : RR76 (PK 26+445) – RL370 (PK 1+390)
- RL 372 ط م : RL370 – Pont Trajan
- RL 373 ط م : RR126 – Gare de Ksar Mezouar
- RL 374 ط م : RR126 (PK 14+915) –  RL377 (PK 4+945)
- RL 375 ط م : RN6 (PK 38+725) –  RL374 (PK 3+180)
- RL 376 ط م : RN6 (PK 38+810) –
- RL 377 ط م : RN6 (PK 36+335) –
- RL 378 ط م : RN6 (PK 35+939) –  Djebel Margoud
- RL 531 ط م : RL585 –  RL539
- RL 539 ط م : RR29 (PK 5+330) –
- RL 585 ط م : Medjez el-Bab – RL531
- RL 615 ط م : RR50 (PK 2+569) –
- RL 616 ط م : RL615 (PK 0+640) – RR56
- RL 617 ط م : RR56 (PK 0+523) – RN6 (PK 2+323)
- RL 618 ط م : RN5 (PK 66+830) – RN6 (PK 10+215)
- RL 619 ط م : RN5 (PK 68+680) –
- RL 620 ط م : RN5 (PK 79+530) –
- RL 621 ط م : RR131 (PK 34+450) –
- RL 622 ط م : RR28 (PK 24+750) –  RR29 (PK 30+354)
- RL 700 ط م : RR75E1 (PK 14+180) –
- RL 701 ط م : RR75E1 (PK 2+612) –
- RL 702 ط م : RR47 (PK 6+906) – RN5 (PK 107+470)
- RL 703 ط م : RN5 (PK 103+065) –
- RL 704 ط م : RN5 (PK 100+350) – RL705 (PK 1+500)
- RL 705 ط م : RR47E (PK 20+300) – RL704 (PK 7+000)
- RL 706 ط م : RR47E (PK 19+000) –
- RL 707 ط م : RR47E (PK 18+500) –
- RL 708 ط م : RR47E (PK 20+000) –
- RL 709 ط م : RL708 (PK 1+800)
- RL 710 ط م : RL708 (PK 3+400)